# Werner Wilkening
Werner Wilkening (* 1948) ist ein deutscher Schauspieler, Synchron- und Hörspielsprecher.

## Filmografie (Auswahl)
- seit 1992: als Horatio Schott in Gute Zeiten, schlechte Zeiten
- seit 1998: als Tätowierer in Schloss Einstein (Folge 151)

## Synchronrollen (Auswahl)
- 2016: Thomas Joskowiak als Bauarbeiter 2 in Trolls World – Voll vertrollt! (Schnodderdeutsch-Synchronisation)
- 2016: Andreas Schönhofen als Baggerfahrer in Trolls World – Voll vertrollt! (Normalo Synchro)
- 2016: Achim Windhäuser als Bauer in Trolls World – Voll vertrollt! (Normalo Synchro)

## Hörspiele (Auswahl)
- Geister-Schocker – 40: Stimmen aus dem Jenseits
- 2013: Geister-Schocker – 43: Griff aus dem Dunkel
- 2013: HumAnemy – 4: Die Artillerie
- 2015: Geister-Schocker – 53: Das blutige Zeichen der Hexe
- 2016: Geister-Schocker – 63: Boten des Unheils
- 2017: Daltons Revenge
- 2017: Dreamland Grusel – 28: Der Atem des Rippers
- 2017: Dreamland Grusel – 29: Im Schatten des Rippers
- 2018: Die drei Fragezeichen – 193: Schrecken aus der Tiefe
- 2018: TKKG – 204: Verschwörung auf hoher See
- 2018: MIG - Monsterparty
- 2018: Morgan & Bailey – 13: Töte deinen Nächsten
- Dorian Hunter – 35: Das Paket
- 2018: Dorian Hunter – 37: Am Rio Negro
- 2018: Geisterjäger John Sinclair – 119: Drei Herzen aus Eis
- 2018: Geisterjäger John Sinclair – 120: Die goldenen Skelette
- 2018: Geisterjäger John Sinclair – 121: Die Geburt des Schwarzen Todes
- 2018: Geisterjäger John Sinclair – 122: Inferno in der Albtraumschlucht
- 2018: Pater Brown – 5: Das Auge des Apoll
- 2019: Zukunfts-Chroniken (Telegramm)  – 23 Milliarden
- 2020: Skyrim  – Aufstand der Riesen
- 2020: Sturm über Tethroth
- 2020: Video-Integrator[1]
- 2021: Ypern[2]
- 2023: MacBeth